# Steinkiste von Manger
Die Steinkiste von Manger (irisch An Mainséar; auf der OS-Karte als „Ass’s Manger“ verzeichnet) liegt eingebaut in einen straßenseitigen Zaun am Rand eines alten Steinbruchs etwa 7,0 km südöstlich von Timahoe südlich von Stradbally im Südosten des County Laois in Irland, unter einem Brombeergebüsch.
Es ist ein Beispiel für eine megalithische Steinkiste, mit einem Deckstein von 2,5 × 2,2 Metern und einer etwa 0,8 m tiefen im Nordosten offenen Kammer. Im Osten sind die Spitzen einiger Steine sichtbar, die die Reste des Steinkreises sein können von dem die Kiste bis 1949 umgeben war.
Ein Bericht von O’Byrne aus dem Jahr 1849 deutet darauf hin, dass dies die Überreste einer größeren im Wesentlichen vergrabene Struktur sind, die von einem Steinkreis umgeben war. Die Steinkiste, die Knochen enthielt, soll in der Nähe freigelegt worden sein.
In der Nähe liegt Monamanry, vermutlich ebenfalls eine Steinkiste.